# Полерн
Полерн (нім. Pohlern) — громада  в Швейцарії в кантоні Берн, адміністративний округ Тун.

## Географія
Громада розташована на відстані близько 26 км на південь від Берна.
Полерн має площу 9,9 км², з яких на 1,9% дозволяється будівництво (житлове та будівництво доріг), 37,2% використовуються в сільськогосподарських цілях, 45,3% зайнято лісами, 15,6% не є продуктивними (річки, льодовики або гори).

## Демографія
2019 року в громаді мешкало 247 осіб (-7,5% порівняно з 2010 роком), іноземців було 6,1%. Густота населення становила 25 осіб/км².
За віковим діапазоном населення розподілялося таким чином: 23,9% — особи молодші 20 років, 57,9% — особи у віці 20—64 років, 18,2% — особи у віці 65 років та старші. Було 108 помешкань (у середньому 2,3 особи в помешканні).